# Monnina fastigiata
Monnina fastigiata är en jungfrulinsväxtart som först beskrevs av Aimé Bonpland, och fick sitt nu gällande namn av Dc.. Monnina fastigiata ingår i släktet Monnina och familjen jungfrulinsväxter. Inga underarter finns listade i Catalogue of Life.